# Boxe nos Jogos Pan-Americanos de 2015 - Peso meio-médio-ligeiro
A categoria meio-médio-ligeiro do boxe nos Jogos Pan-Americanos de 2015 foi disputada entre 18 e 24 de julho no Centro Esportivo Oshawa em Oshawa, Ontário.

## Calendário
Horário local (UTC-4).
| Data        | Horário | Fase             |
| ----------- | ------- | ---------------- |
| 18 de julho | 19:00   | Preliminares     |
| 21 de julho | 15:05   | Quartas-de-final |
| 22 de julho | 20:05   | Semifinal        |
| 24 de julho | 20:00   | Final            |

## Medalhistas
| Ouro   | CAN Arthur Biyarslanov               |
| Prata  | CUB Yasniel Toledo                   |
| Bronze | BRA Joedison Teixeira VEN Luis Arcon |

## Resultados

### Chave
|  | Preliminares                | Preliminares                | Preliminares |  |  | Quartas-de-final            | Quartas-de-final            | Quartas-de-final       |   |                        | Semifinal              | Semifinal          | Semifinal |  |  | Final | Final | Final |
|  |                             |                             |              |  |  |                             |                             |                        |   |                        |                        |                    |           |  |  |       |       |       |
|  |                             |                             |              |  |  |                             |                             |                        |   |                        |                        |                    |           |  |  |       |       |       |
|  |                             |                             |              |  |  | CUB Yasniel Toledo          | CUB Yasniel Toledo          | 3                      |   |                        |                        |                    |           |  |  |       |       |       |
|  | USA Luis Feliciano          | USA Luis Feliciano          | 2            |  |  | USA Luis Feliciano          | USA Luis Feliciano          | 0                      |   |                        |                        |                    |           |  |  |       |       |       |
|  | BAH Rashield Williams       | BAH Rashield Williams       | 1            |  |  |                             |                             |                        |   | CUB Yasniel Toledo     | CUB Yasniel Toledo     | 3                  |           |  |  |       |       |       |
|  |                             |                             |              |  |  |                             | BRA Joedison Teixeira       | BRA Joedison Teixeira  | 0 |                        |                        |                    |           |  |  |       |       |       |
|  |                             |                             |              |  |  | MEX Raul Curiel             | MEX Raul Curiel             | 0                      |   |                        |                        |                    |           |  |  |       |       |       |
|  |                             |                             |              |  |  | BRA Joedison Teixeira       | BRA Joedison Teixeira       | 3                      |   |                        |                        |                    |           |  |  |       |       |       |
|  |                             |                             |              |  |  |                             |                             |                        |   |                        | CUB Yasniel Toledo     | CUB Yasniel Toledo | 1         |  |  |       |       |       |
|  |                             |                             |              |  |  |                             | CAN Arthur Biyarslanov      | CAN Arthur Biyarslanov | 2 |                        |                        |                    |           |  |  |       |       |       |
|  |                             |                             |              |  |  | ARG Lucas Gimenez           | ARG Lucas Gimenez           | 0                      |   |                        |                        |                    |           |  |  |       |       |       |
|  |                             |                             |              |  |  | CAN Arthur Biyarslanov      | CAN Arthur Biyarslanov      | 3                      |   |                        |                        |                    |           |  |  |       |       |       |
|  |                             |                             |              |  |  |                             |                             |                        |   | CAN Arthur Biyarslanov | CAN Arthur Biyarslanov | 3                  |           |  |  |       |       |       |
|  | GUA Carlos Tobar Romero     | GUA Carlos Tobar Romero     | 1            |  |  |                             | VEN Luis Arcon              | VEN Luis Arcon         | 0 |                        |                        |                    |           |  |  |       |       |       |
|  | CRC Eduardo Sanchez Ramirez | CRC Eduardo Sanchez Ramirez | 2            |  |  | CRC Eduardo Sanchez Ramirez | CRC Eduardo Sanchez Ramirez | 0                      |   |                        |                        |                    |           |  |  |       |       |       |
|  |                             |                             |              |  |  | VEN Luis Arcon              | VEN Luis Arcon              | 3                      |   |                        |                        |                    |           |  |  |       |       |       |
|  |                             |                             |              |  |  |                             |                             |                        |   |                        |                        |                    |           |  |  |       |       |       |